# 妙香山駅
妙香山駅（ミョヒャンサンえき、朝鮮語: 묘향산역）は、朝鮮民主主義人民共和国平安北道香山郡にある駅で、満浦線に属する。 

## 歴史
- 1934年11月1日：開業[1]。

## 隣の駅
満浦線
北薪峴駅 - 妙香山駅 - 富成駅